# بيزانسي (الأردين)
بيزانسي هي بلدية فرنسية تقع في إقليم الأردين في منطقة غراند إيست. 

## الأماكن والمعالم الأثرية

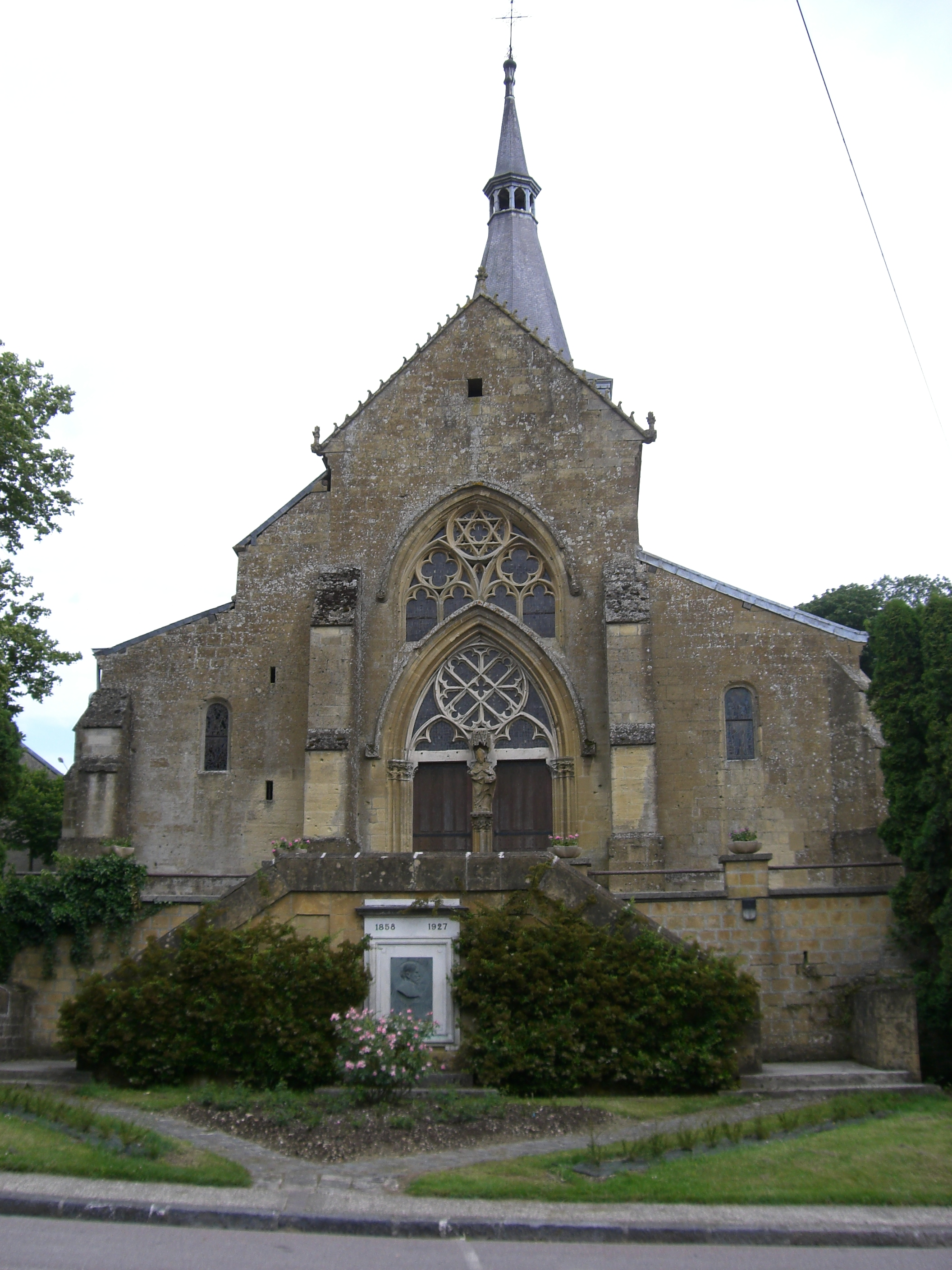
كنيسة سان جيرمان.
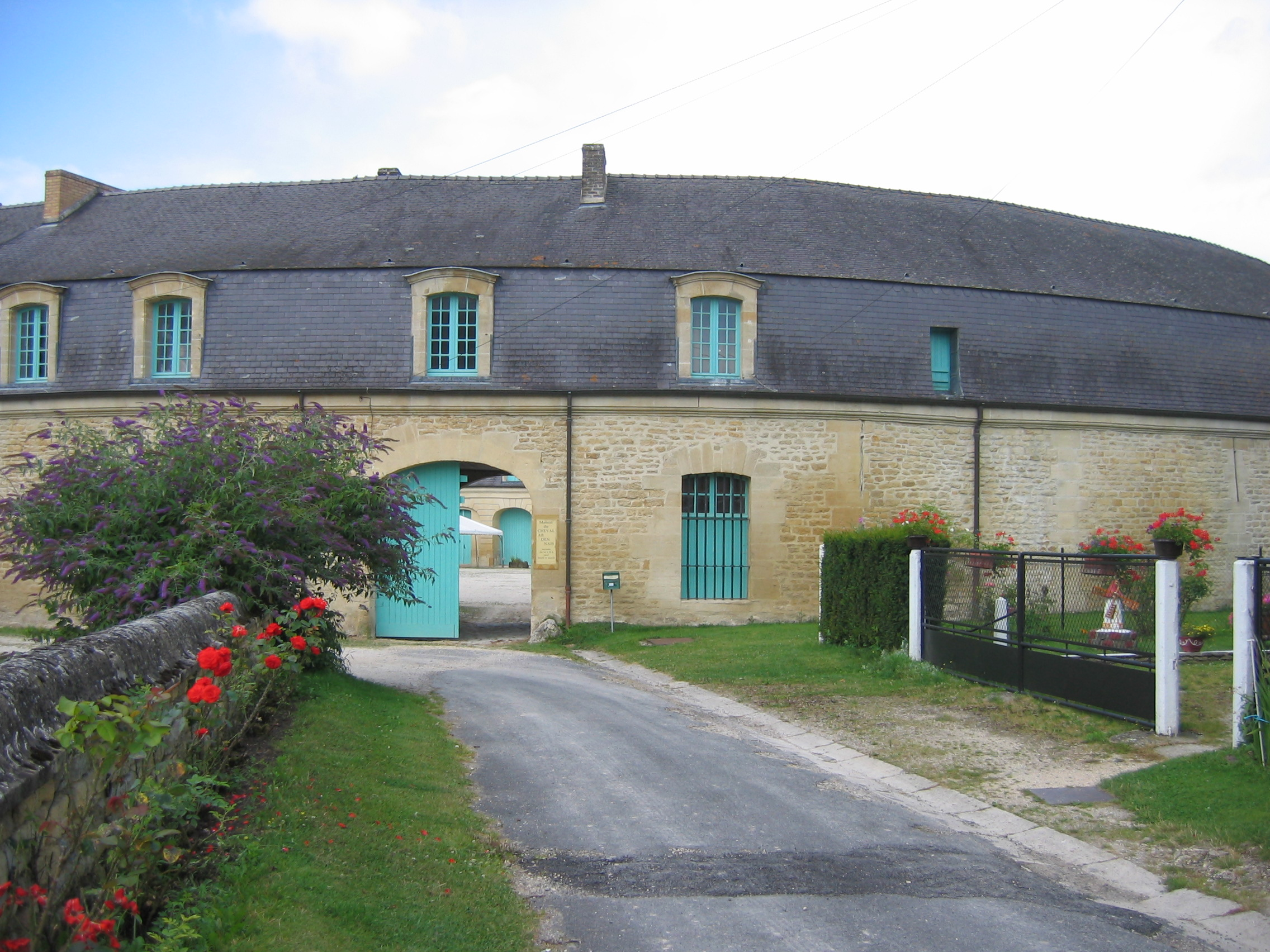
بوفيري من قلعة بيزانسي.
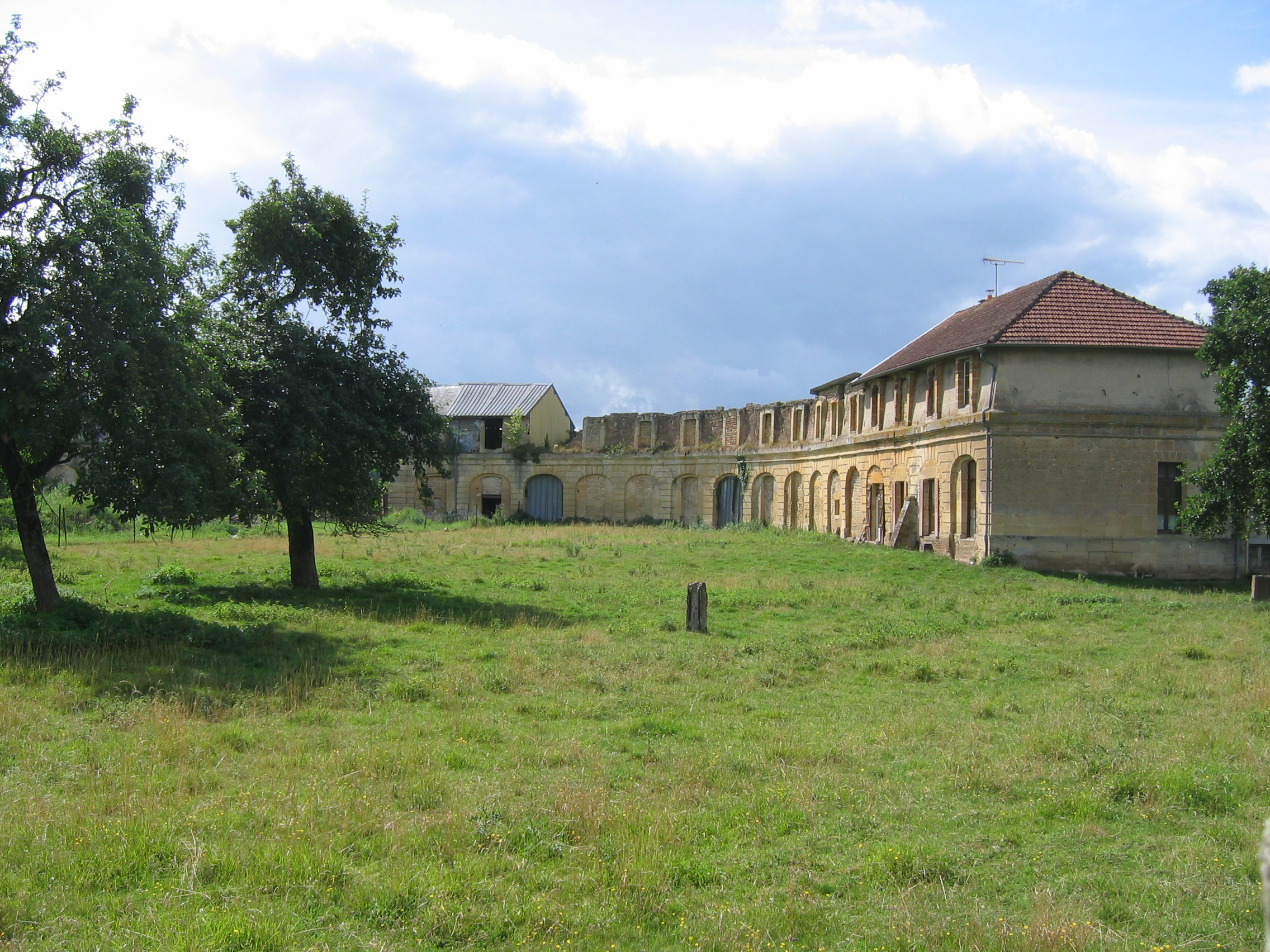
إسطبلات قلعة بوزانسي.